# 平遥古城
平遥古城，位于中国山西省晋中市平遙縣，是中国现存的保存最完整的古代城市，曾经也是中国銀行業的中心。始建于西周宣王时期（公元前827年-公元前782年），现存古城始建于明朝洪武年间（1370年），占地225公顷。1997年，联合国教科文组织将平遥古城与双林寺、镇国寺一同列入世界文化遗产名录，以表彰其在世界历史、建筑和文化方面的独特价值。

## 概要

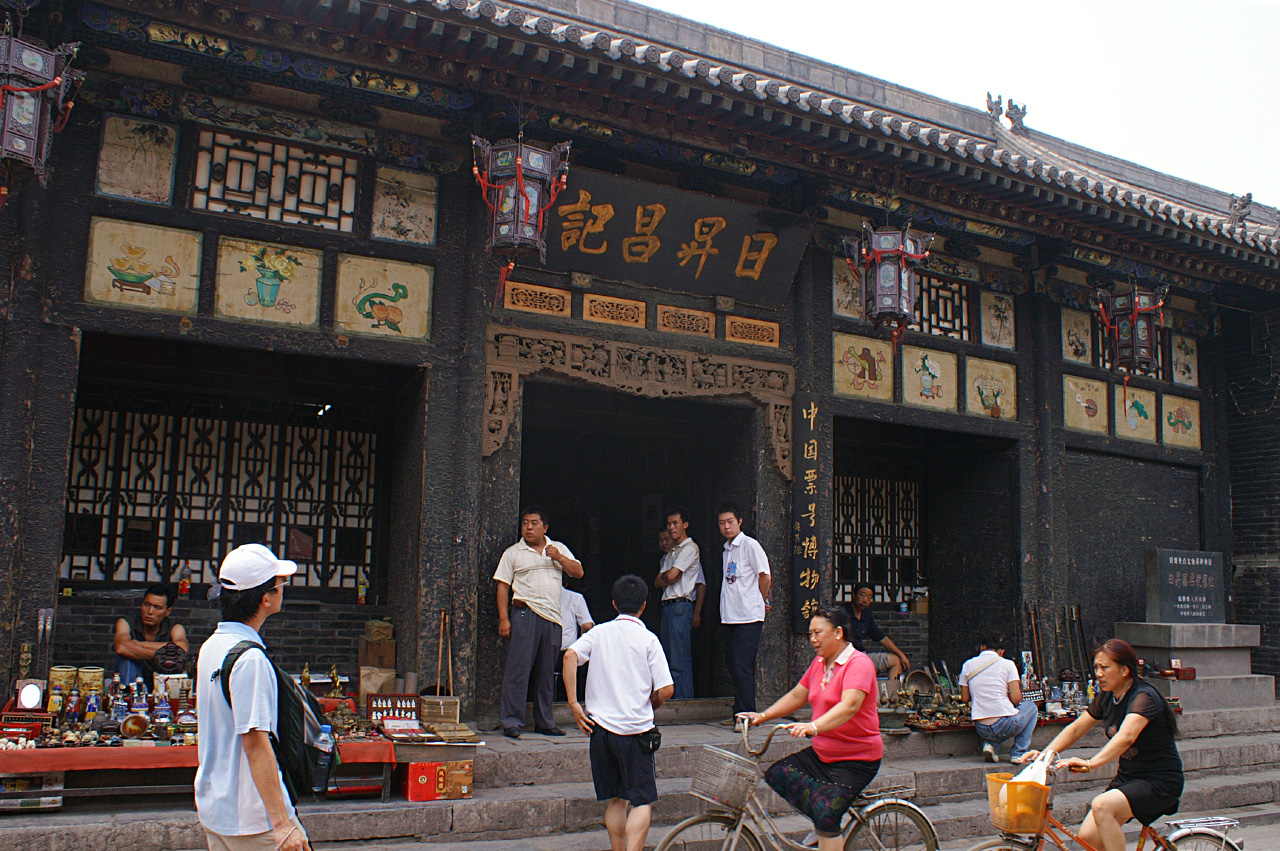
山西平遥古城内日昇昌票号

平遥是清朝晚期中国的金融中心，并有中国目前保存最完整的古代县城格局。
春秋时期属晋国，战国属赵国。秦朝置平陶县，汉朝置中都县，为宗亲代王的都城。北魏始光元年（424年）改名为平遥。
清代晚期，总部设在平遥的票号就有二十多家，占全国的一半以上，更被稱「古代中國華爾街」。其中规模最大的是创建于清道光年间、以“匯通天下”而闻名于世的中国第一座票号“日昇昌”，随后建立的票号有二十多家。
平遥目前基本保存了明清时期的县城原型，有“龟”城之称，因有六道城门，南北门为龟首尾，东西四门象征四足。街道格局为“土”字形，建筑布局则遵从八卦的方位，体现了明清时的城市规划理念和形制分布。城内设四条大街、八条小街和72条小巷。古城以南大街为中轴线，城东有城隍庙，城西有平遥县署，城左立文庙、城右立武庙，东道观西佛寺，对称布局；城内外有各类遗址、古建筑300多处，有保存完整的明清民宅近4000座，街道商铺都体现历史原貌，被称作研究中国古代城市的活样本。
平遥城墙建于明洪武三年，现存有6座城门瓮城、4座角楼、72座敌楼、3000哚口。其中南门城墙段于2004年倒塌，除此以外的其余大部分都至今安好，是中国现存规模较大、历史较早、保存较完整的古城墙之一，亦是世界遗产平遥古城的核心组成部分。此外，还有镇国寺、双林寺和平遥文庙等也都被纳入世界遗产。
平遥古城是中国国家AAAAA级旅游景区，其街道对外开放，不需要门票。但参观古城内的一些景点如平遥文庙，平遥县署，平遥城墙，日昇昌票号，中国镖局博物馆，平遥古民居博物馆等，则需要购买通票才可以参观。平遥古城内旅店，餐馆，商铺鳞次。旅店全是民居式，商铺多售卖平遥特产冠云牛肉、推光漆器、绣花鞋等。

## 平遥古城圖片

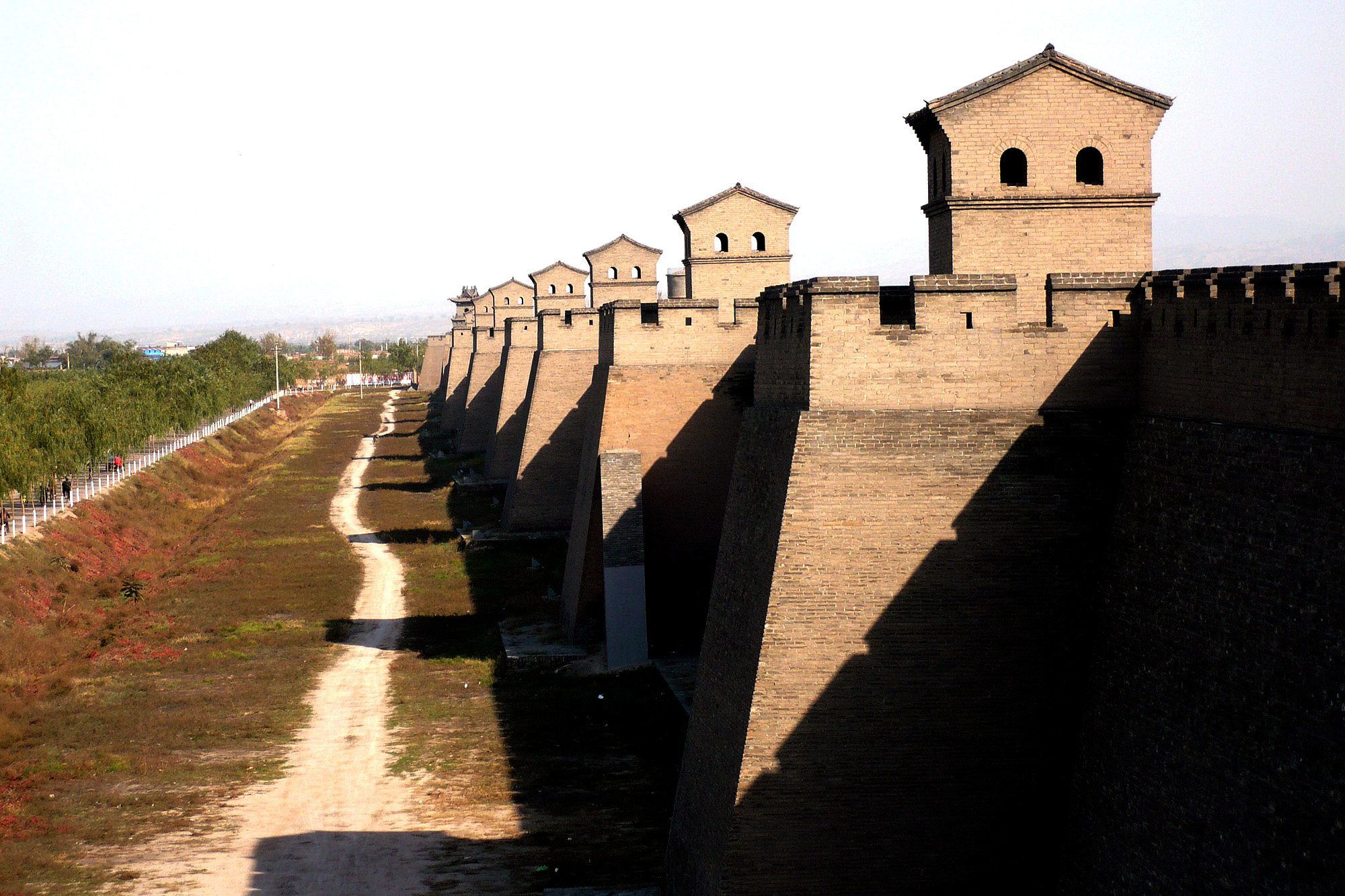
平遥古城墙
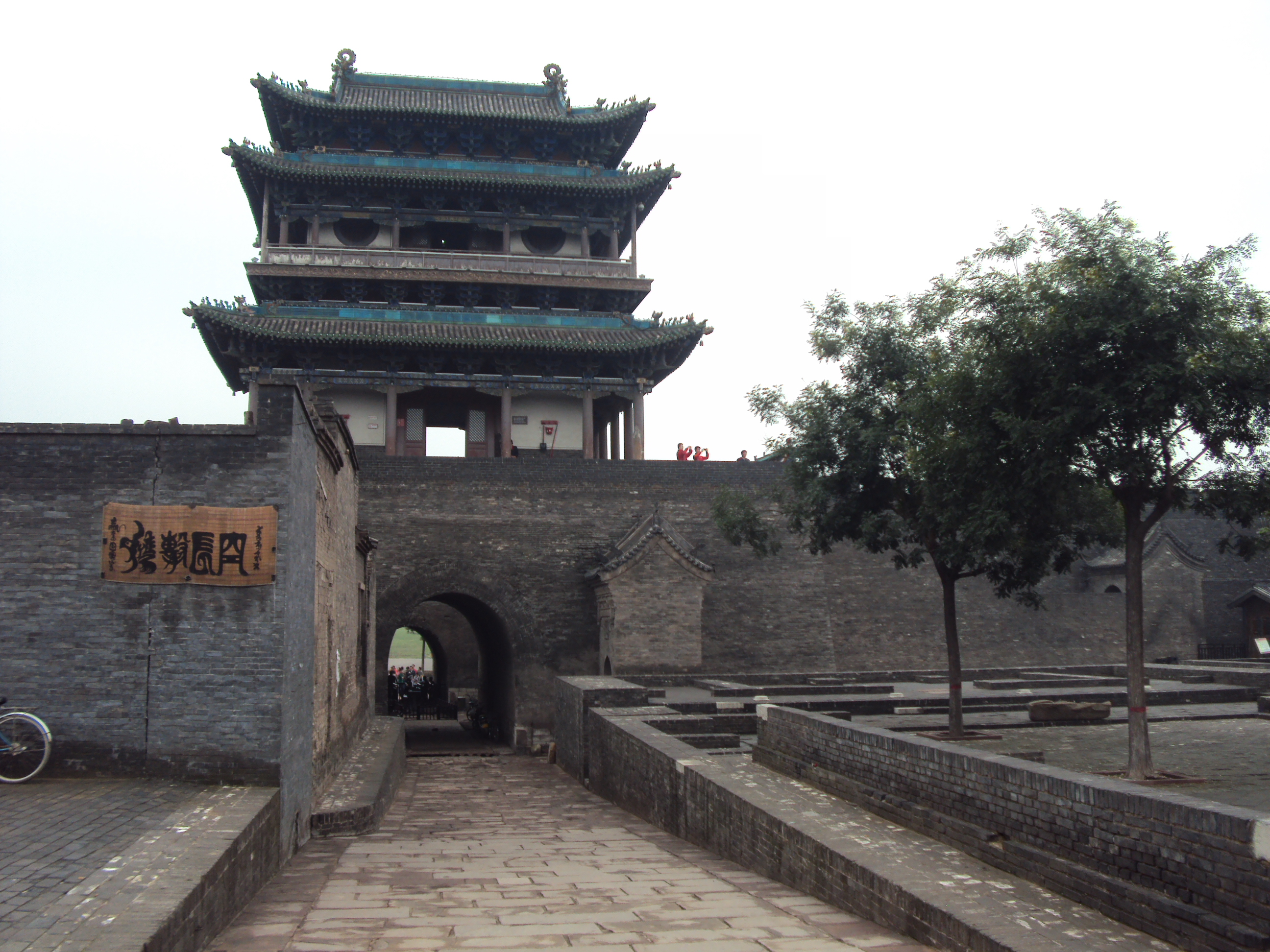
平遥古城城墙南城门
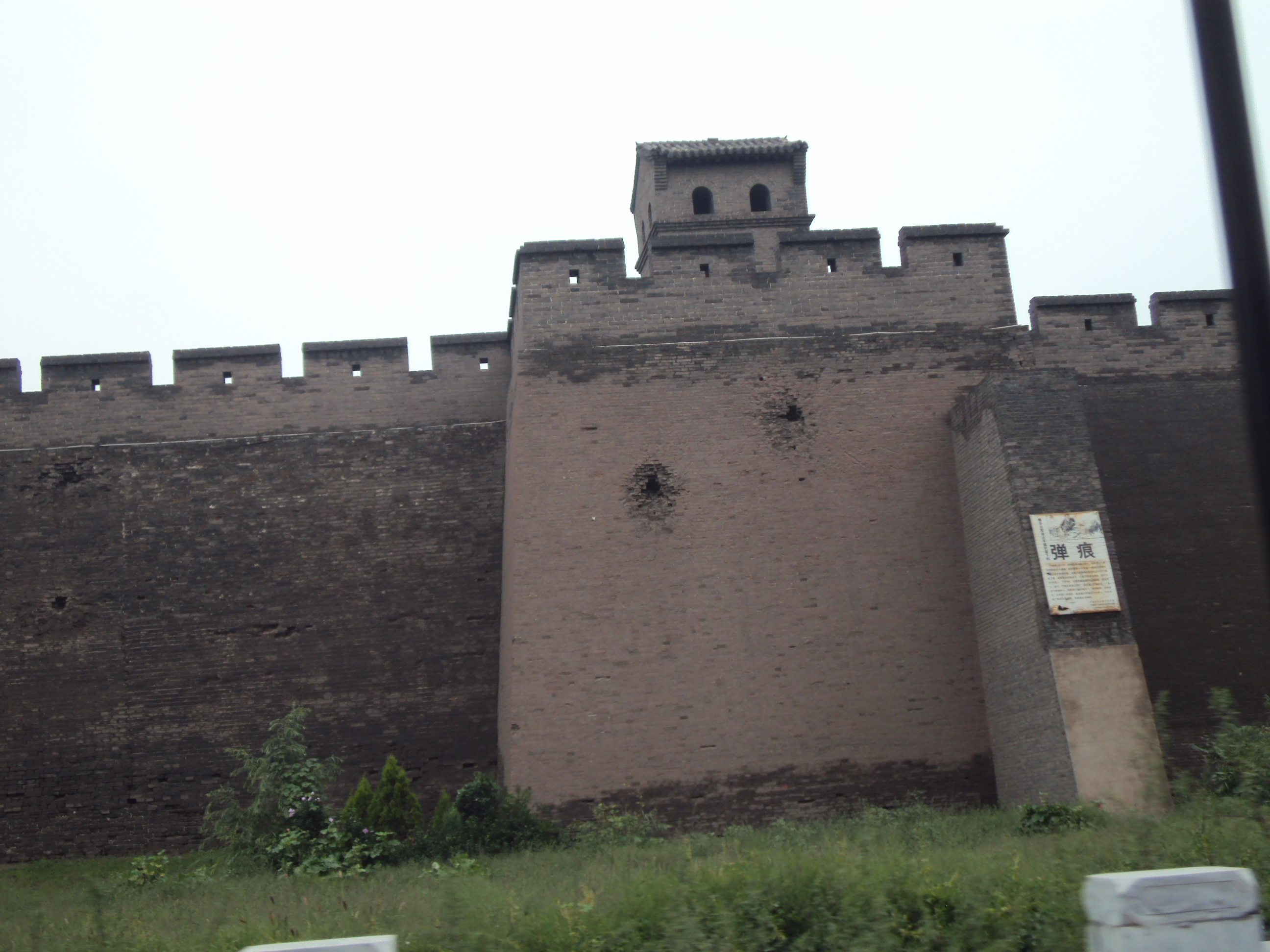
平遥古城城墙上日军曾经留下的弹孔
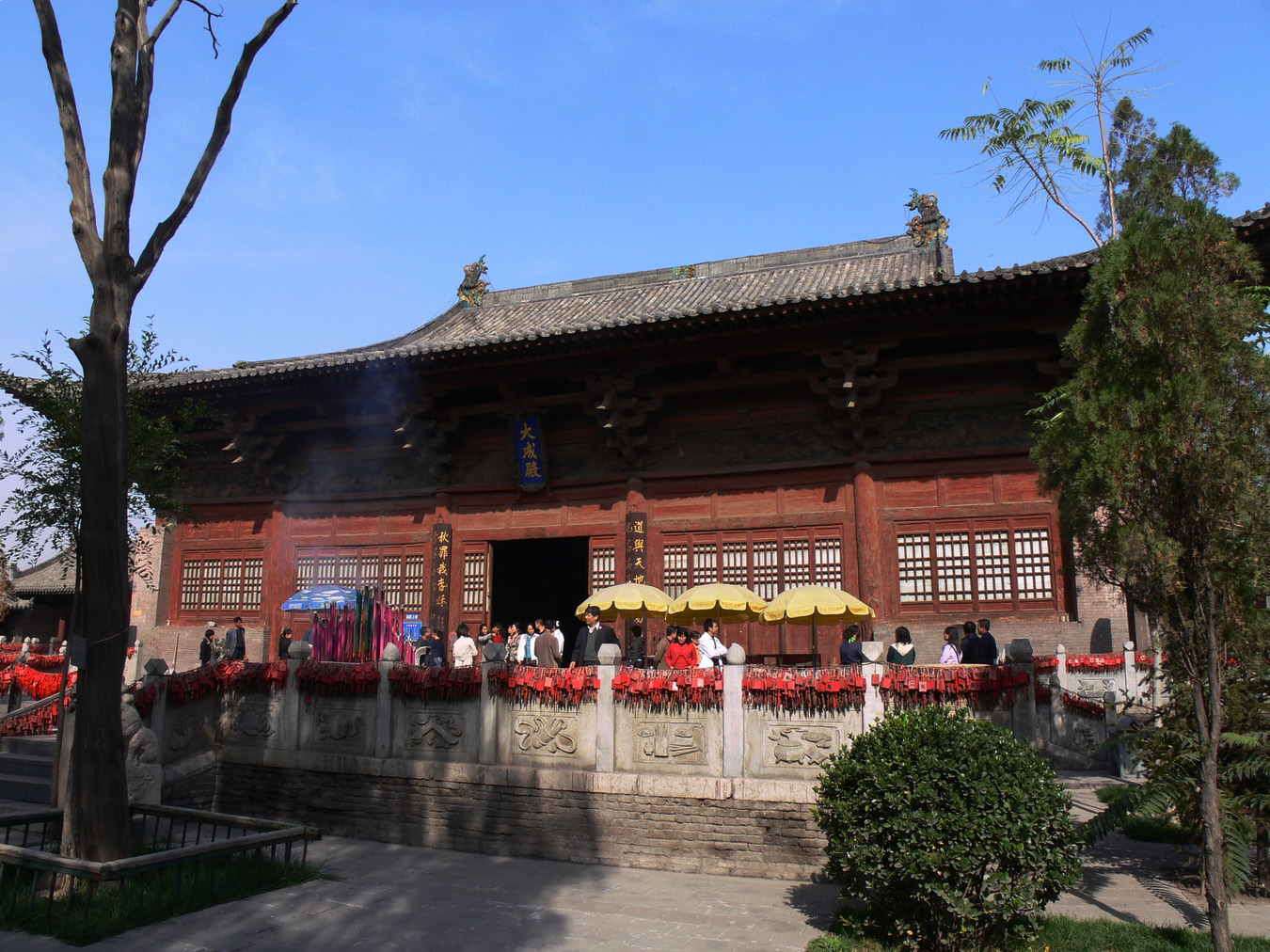
平遥文庙大成殿
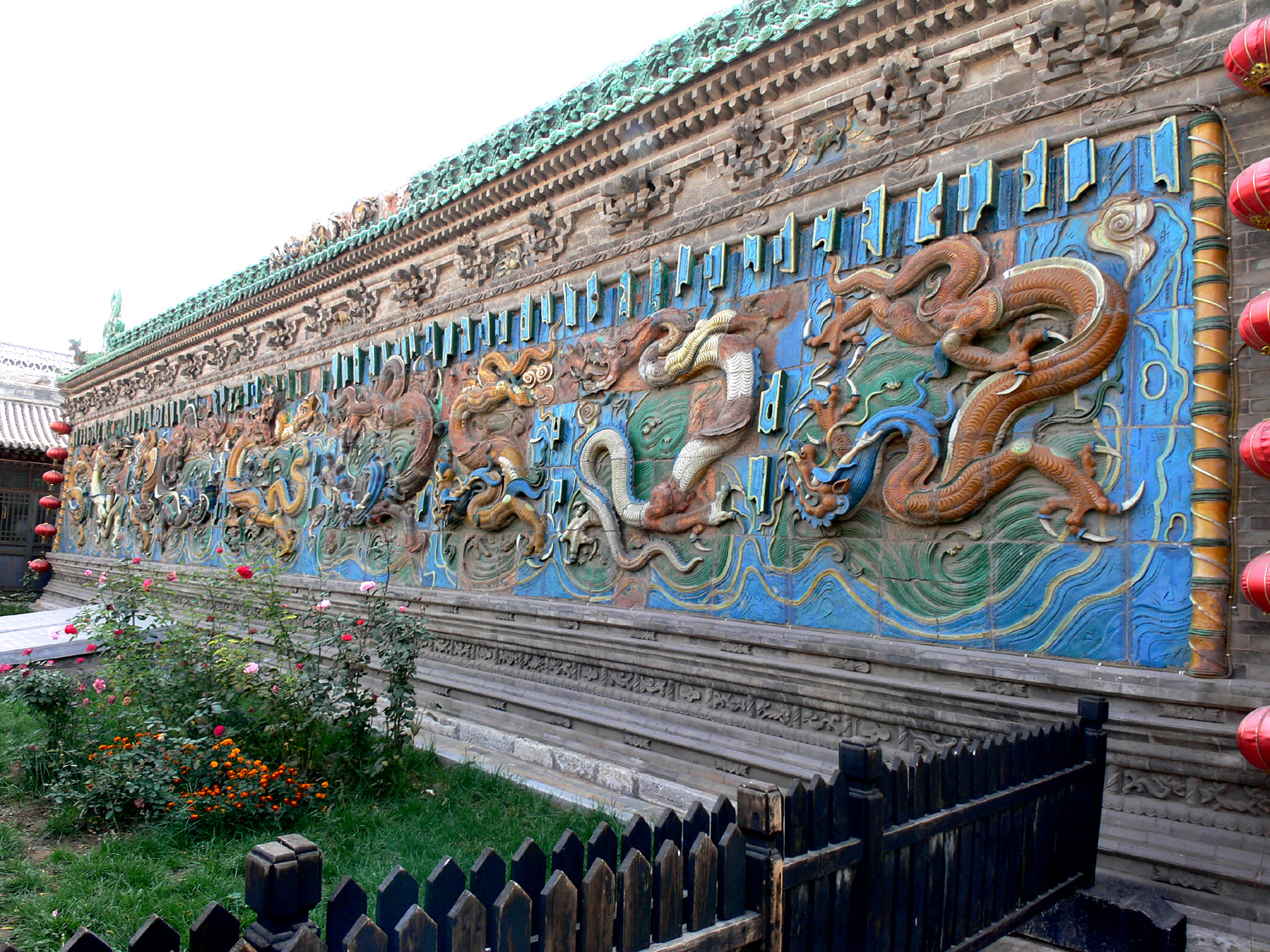
平遥文庙明初九龙壁
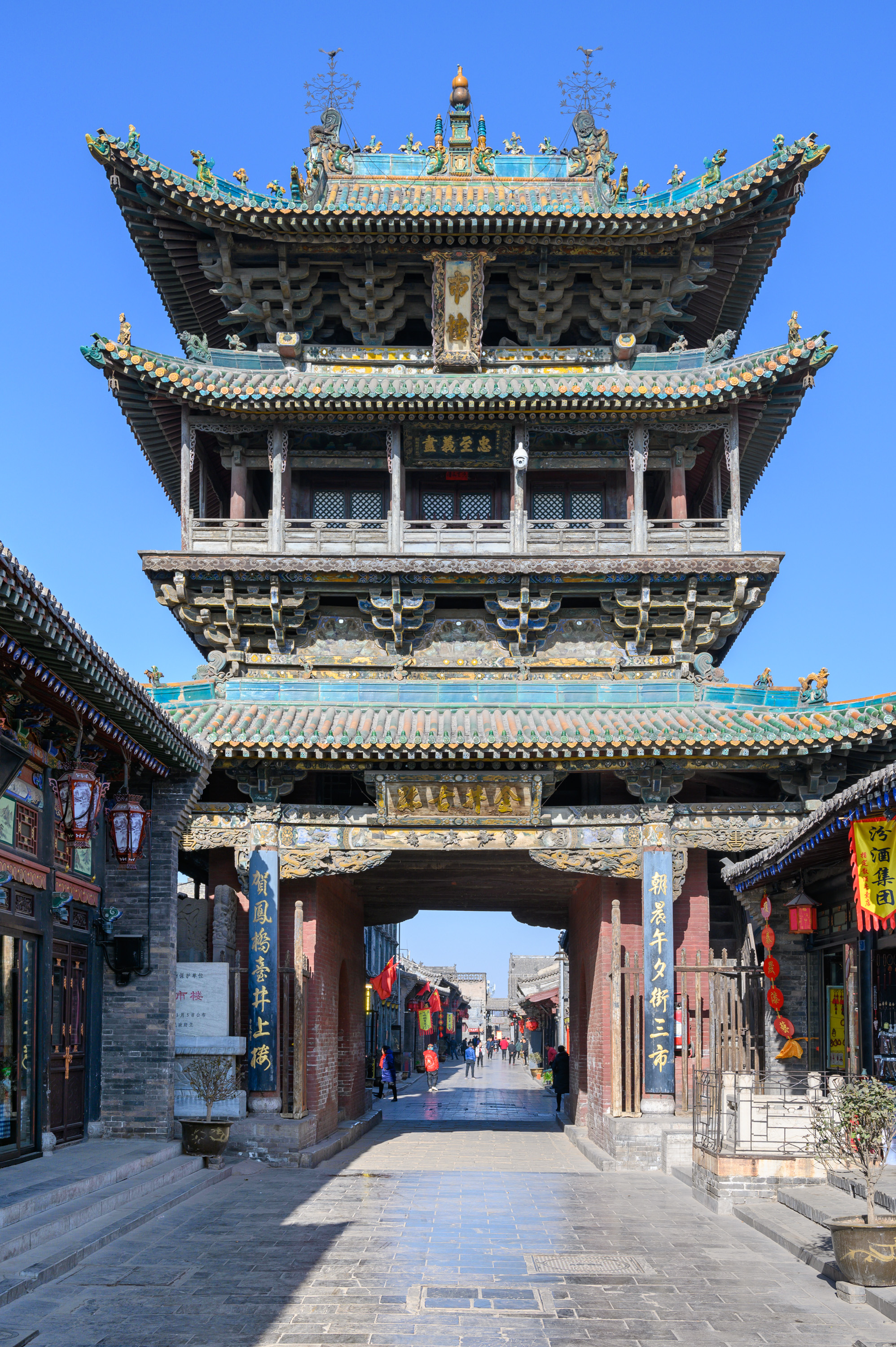
平遥市楼
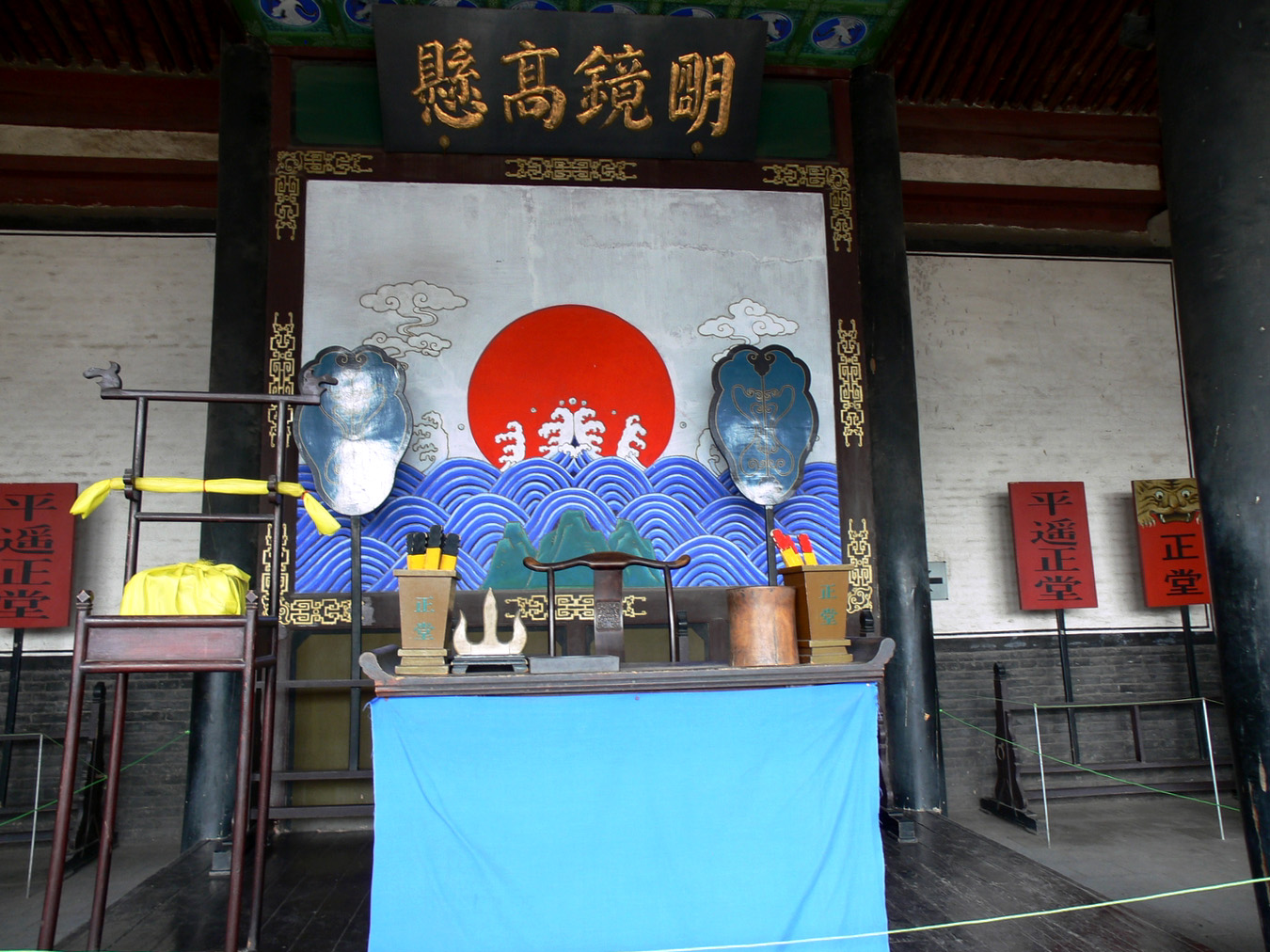
平遥县署
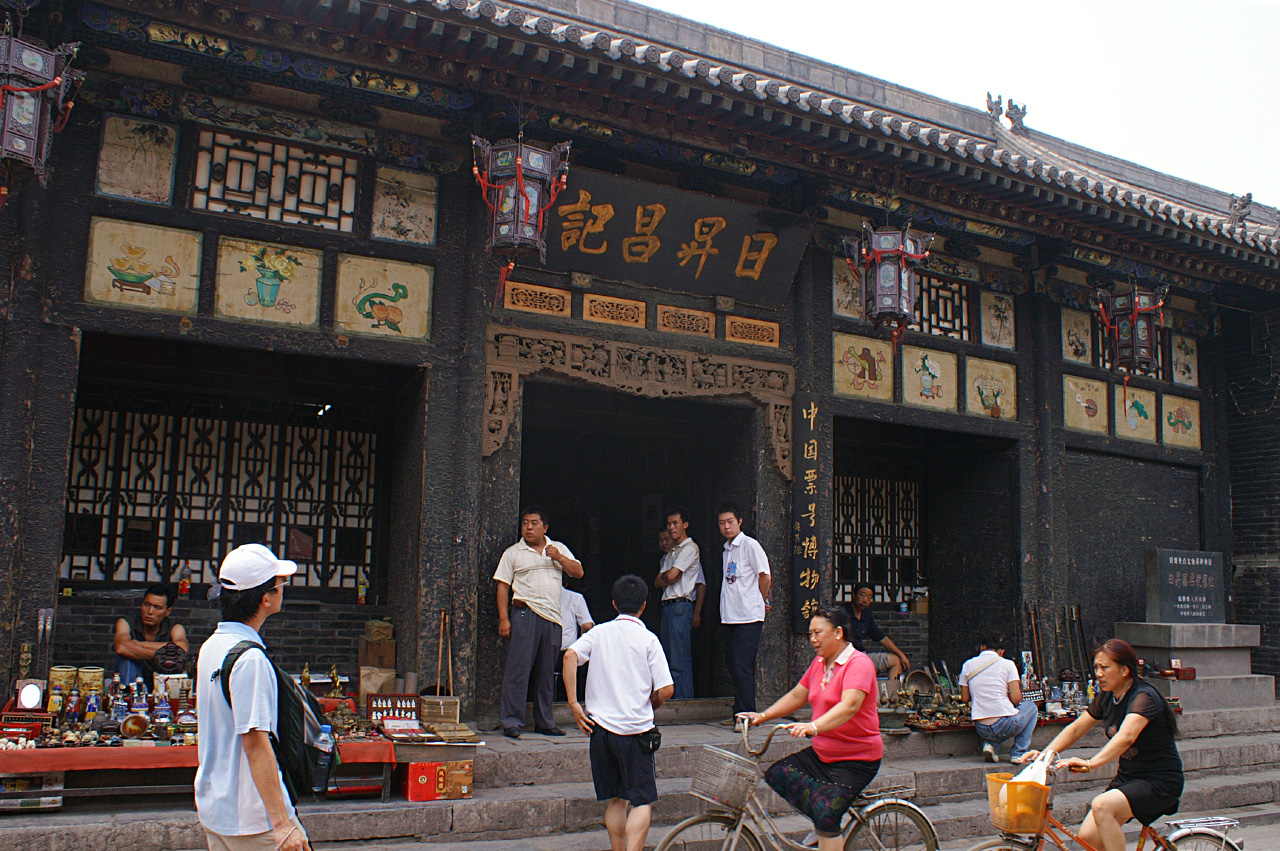
日昇昌票號
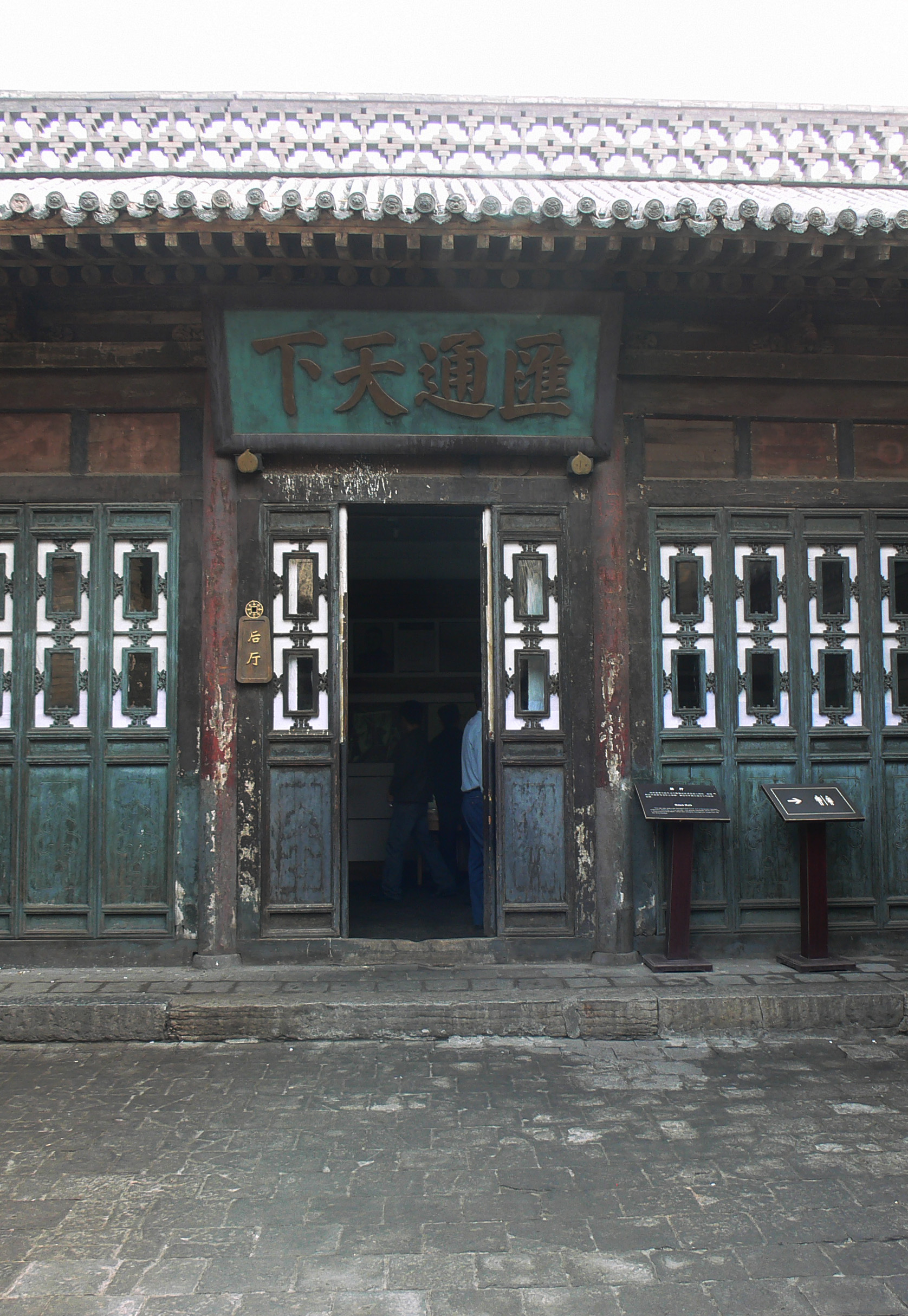
日昇昌汇通天下匾
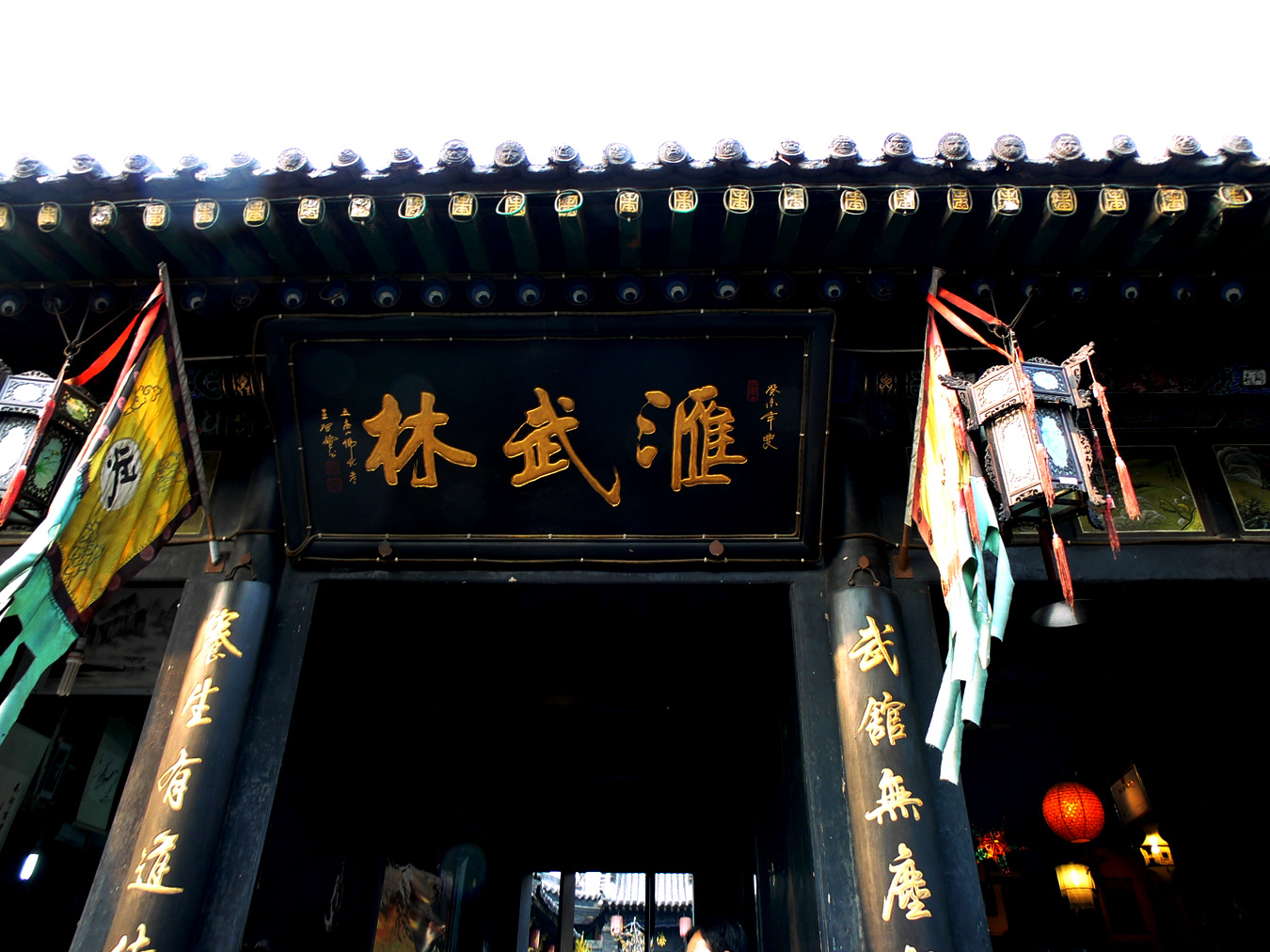
平遥汇武林武馆
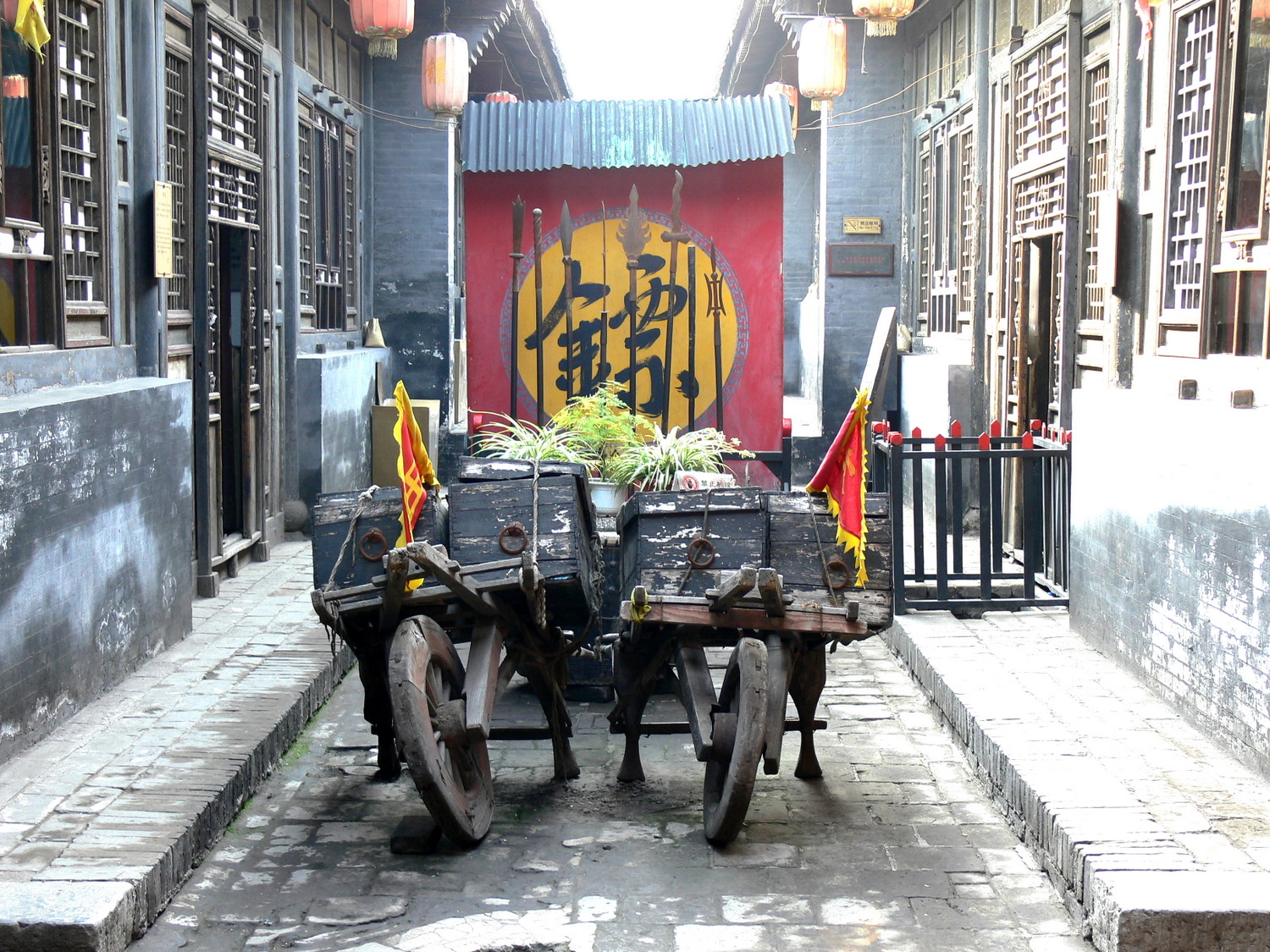
平遥古城的镖局
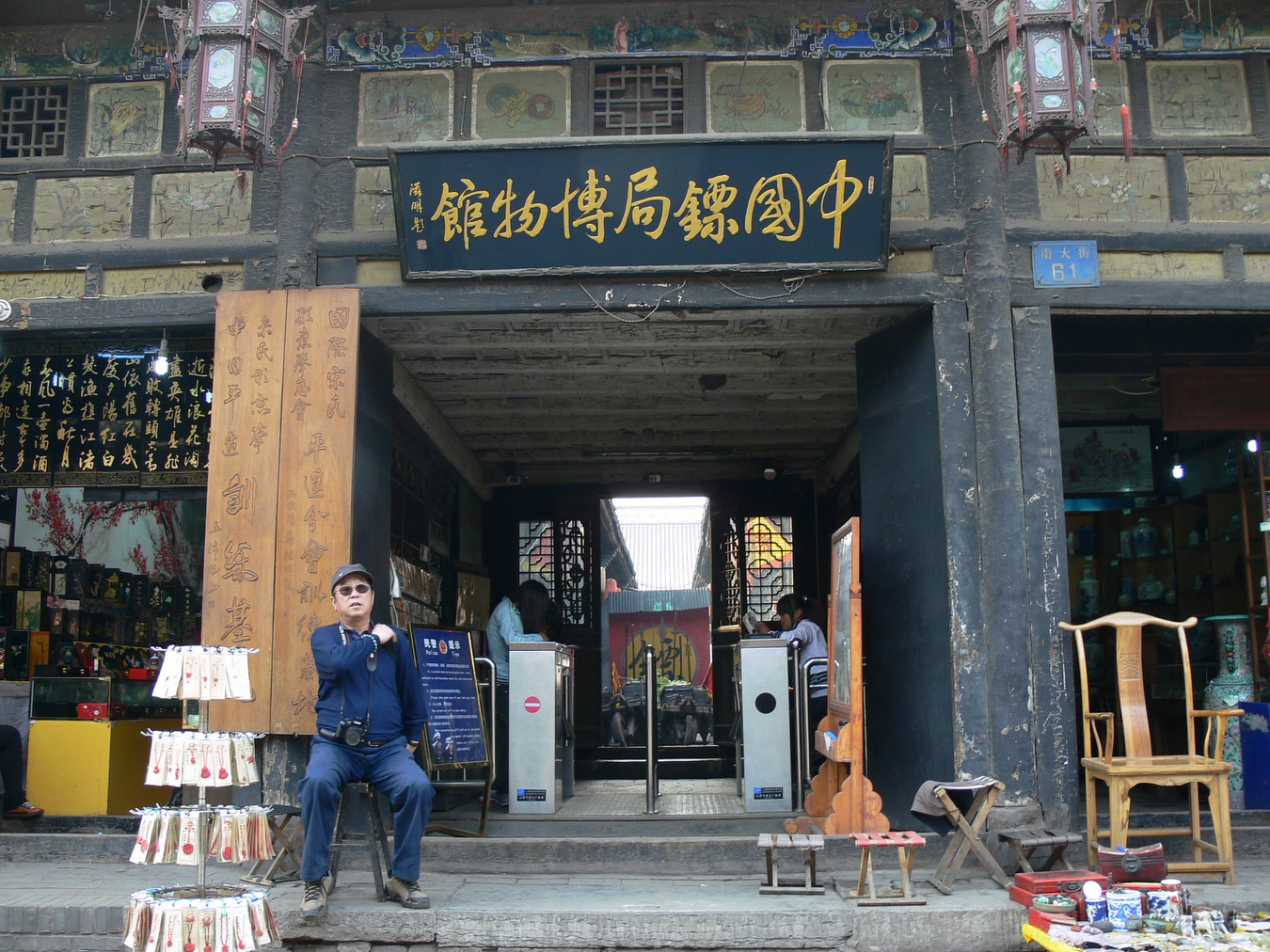
平遥中国镖局博物馆
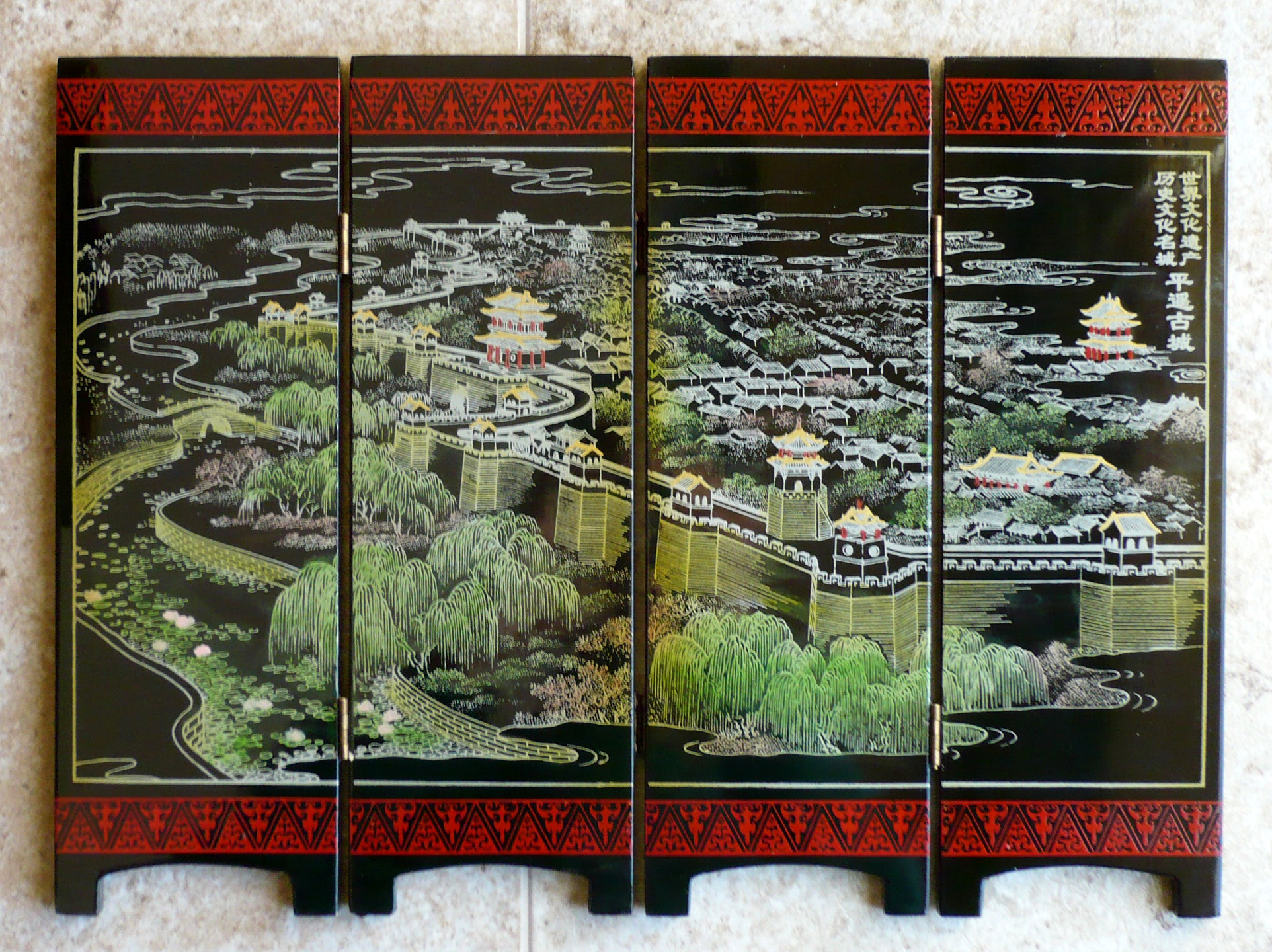
平遥推光漆小屏風
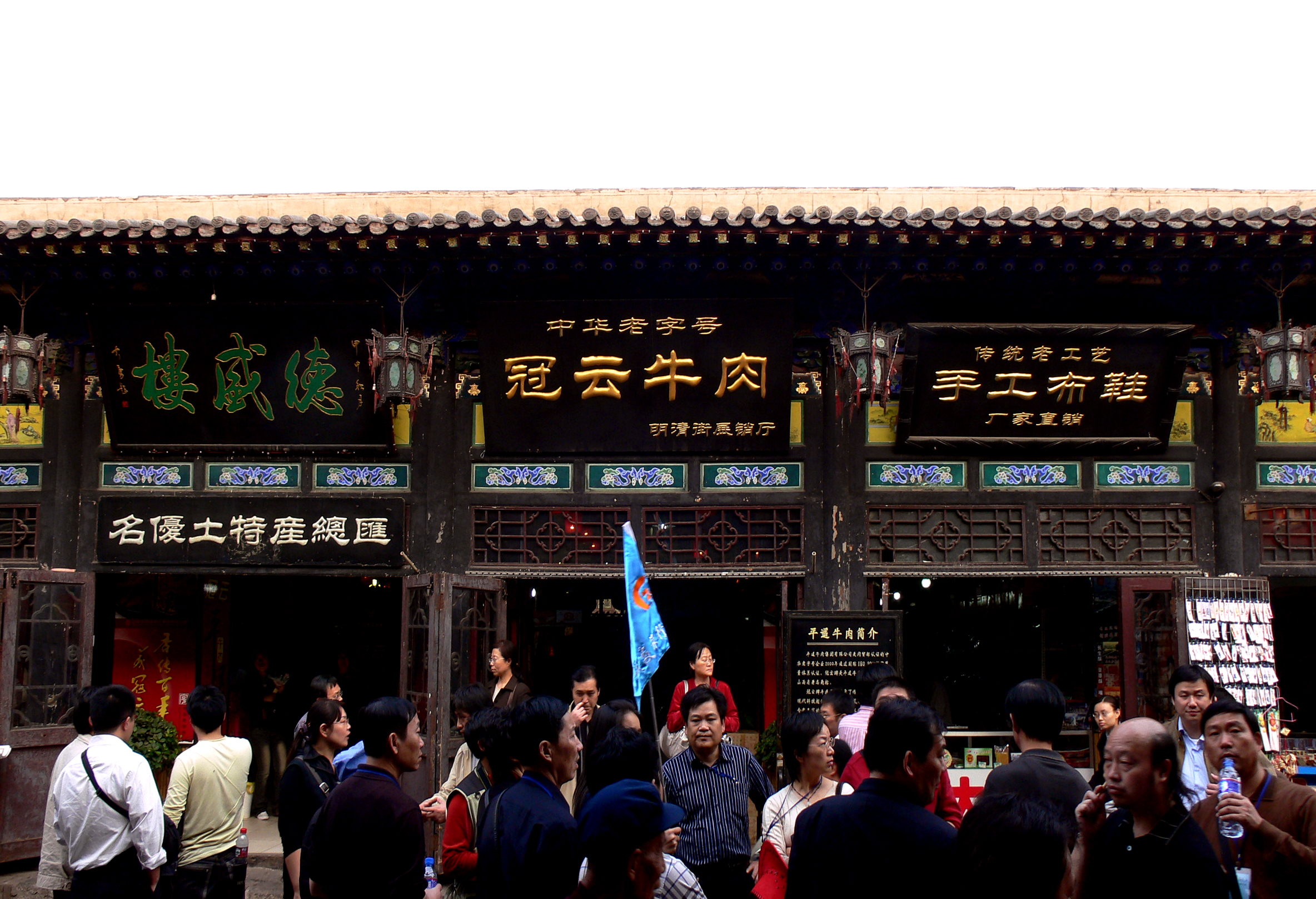
平遥牛肉店
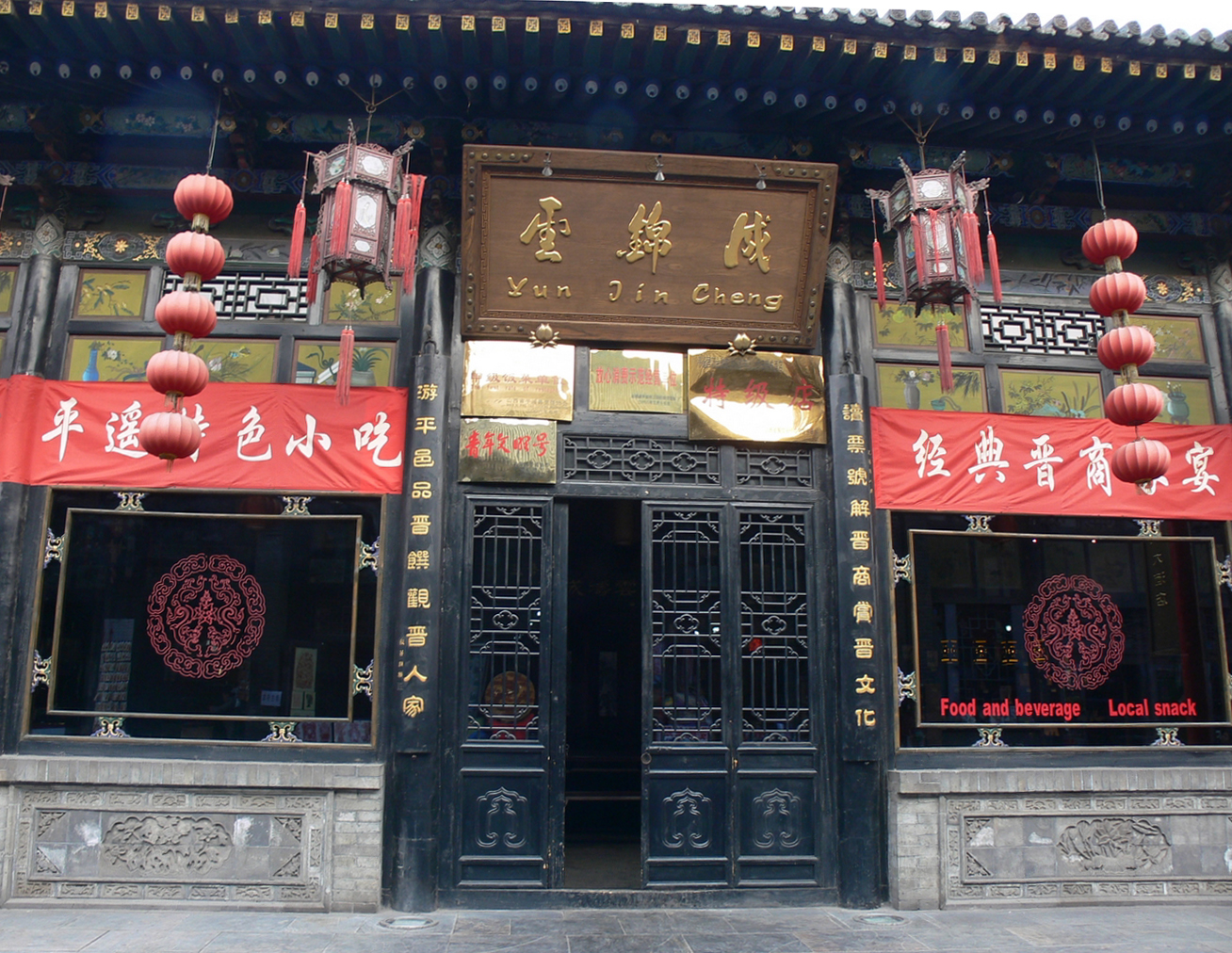
平遥民居餐馆
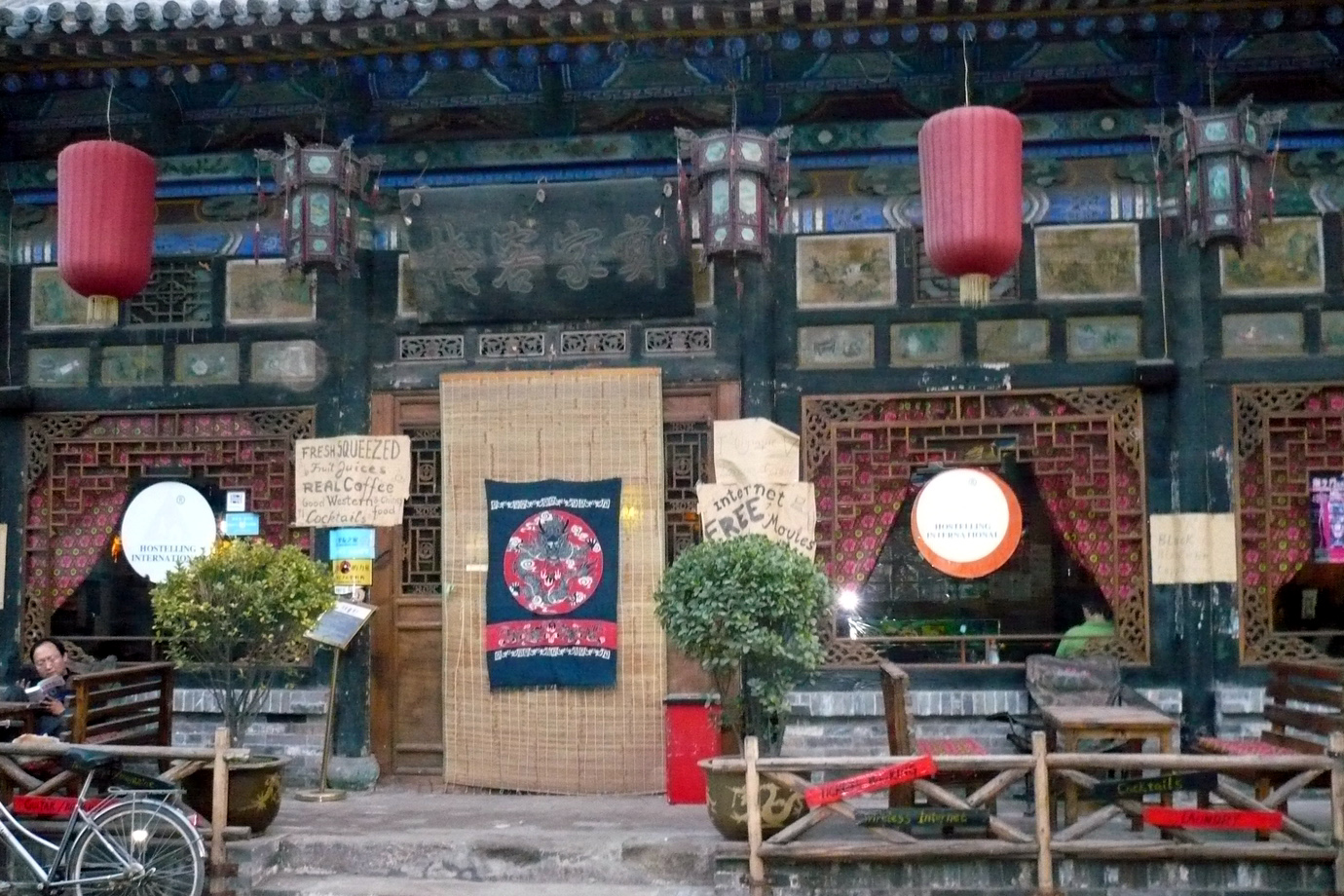
民居客栈
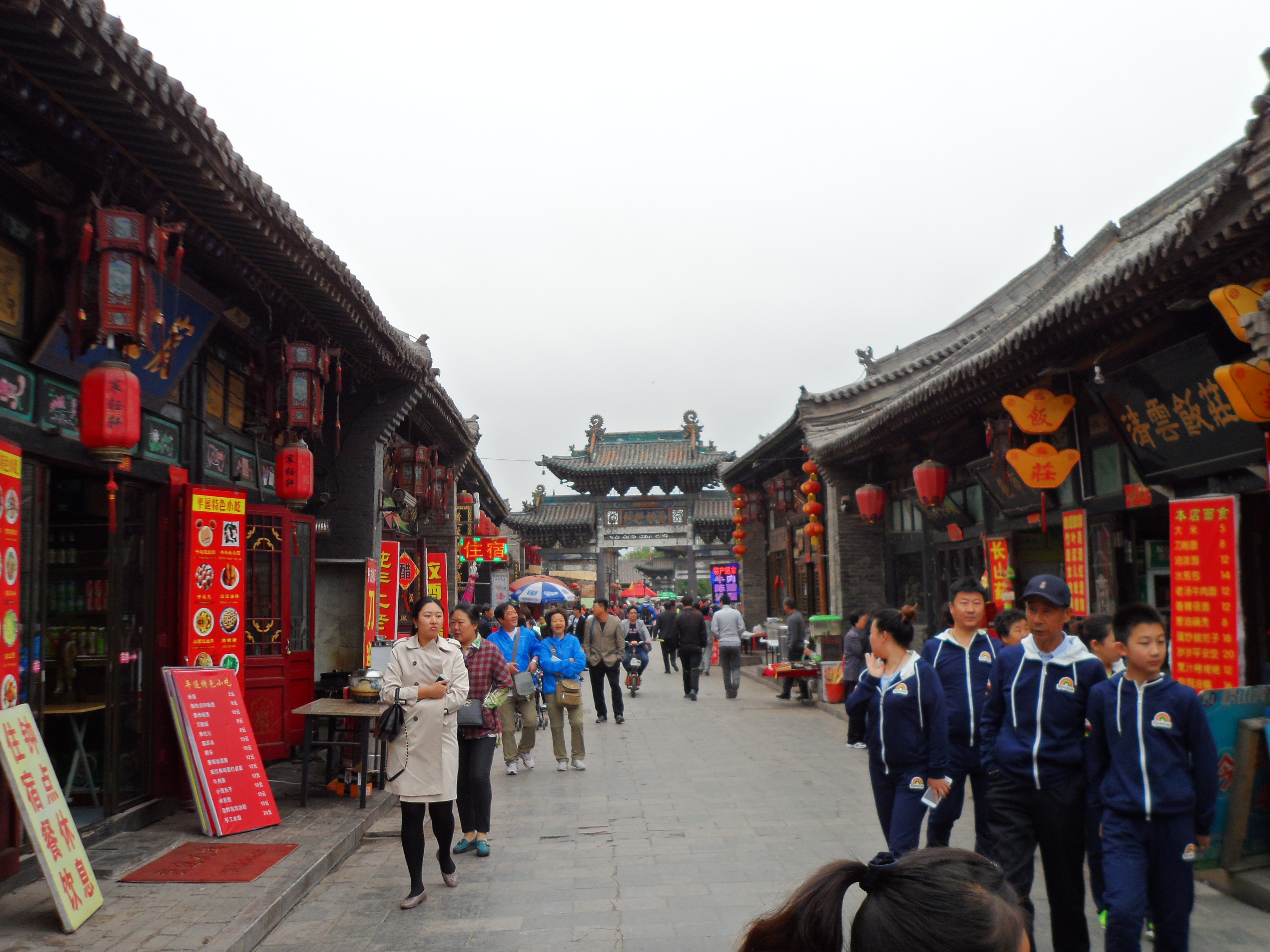
平遥古镇街道
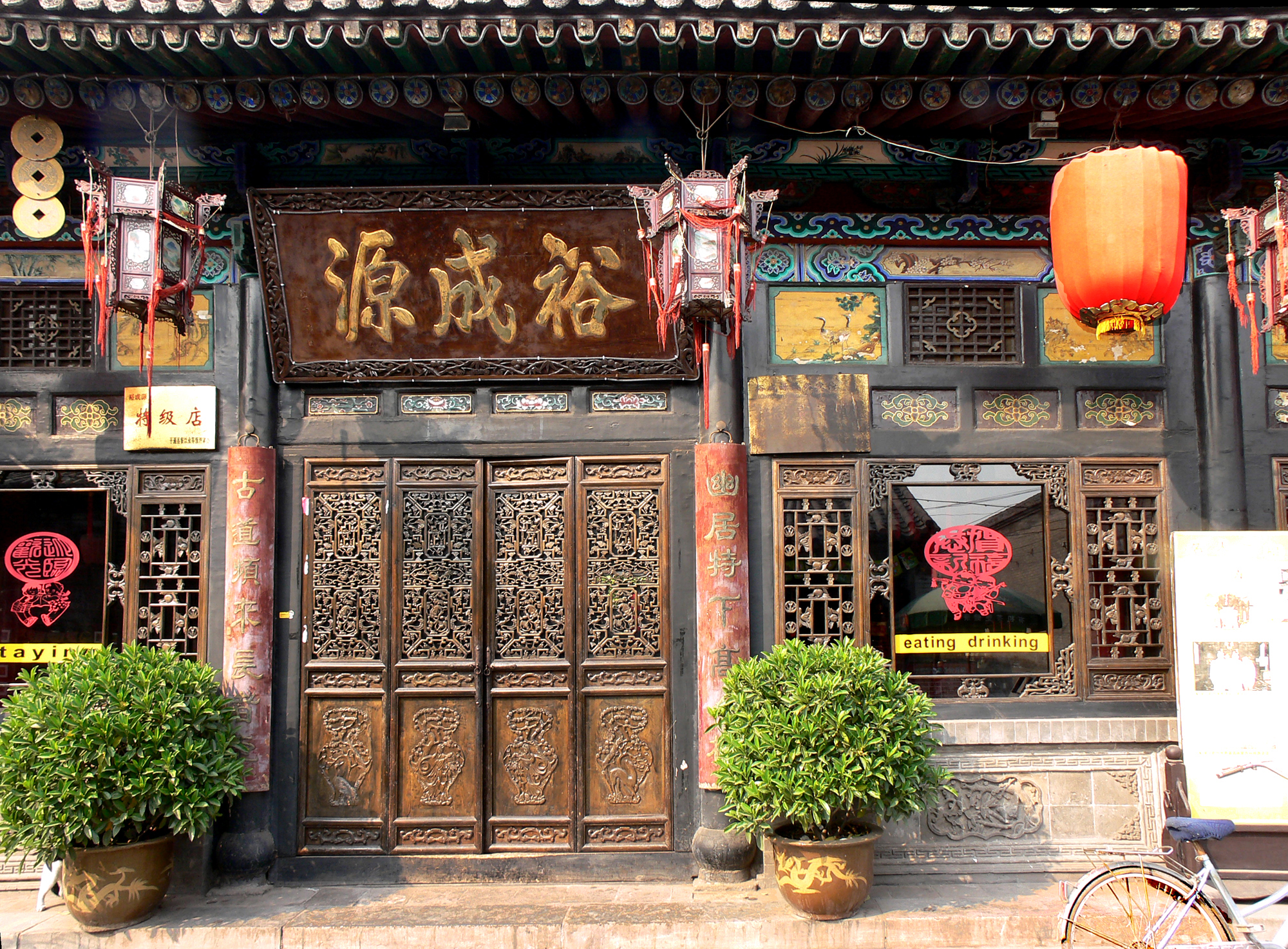
平遥古城源城裕格子门
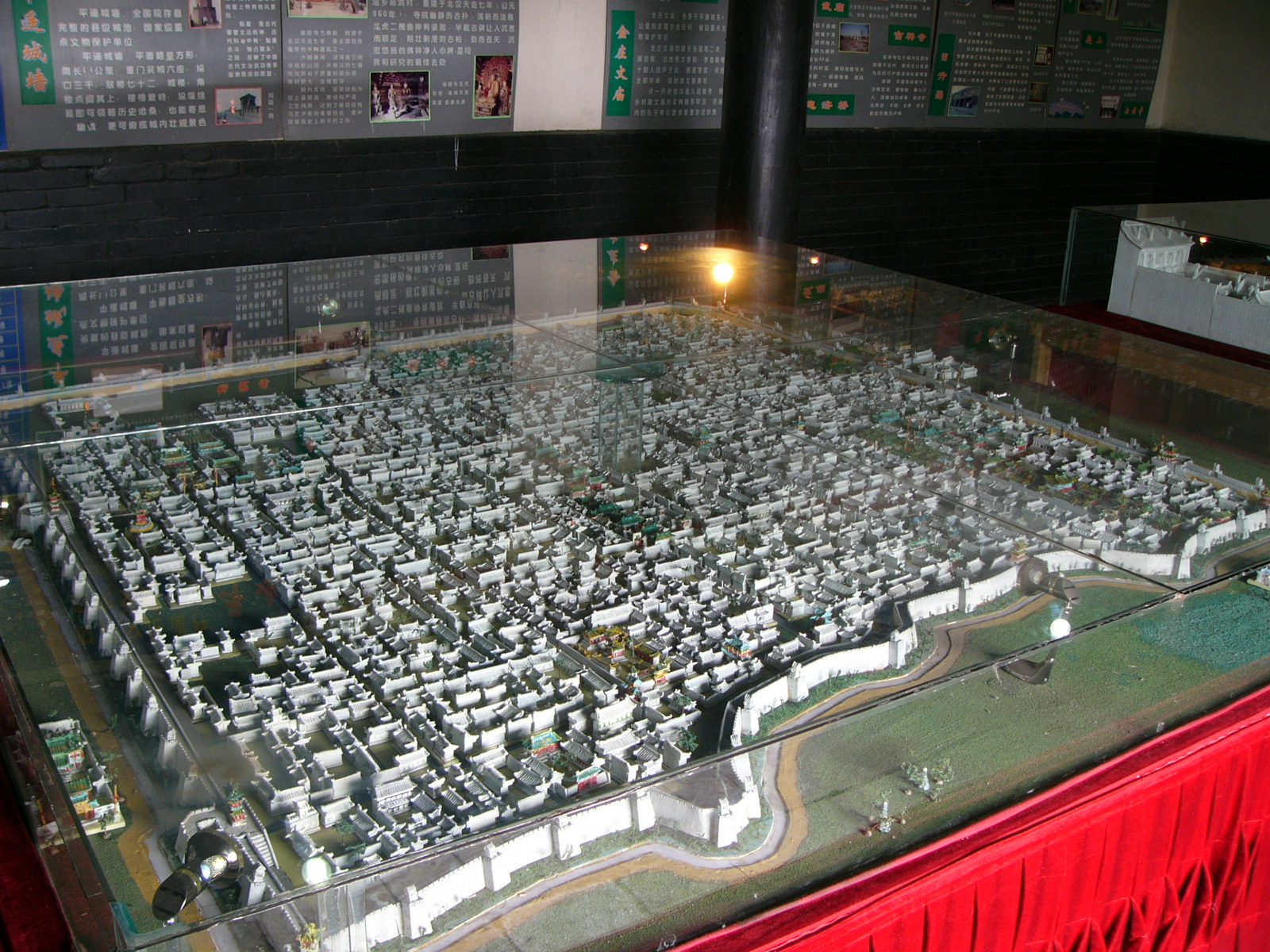
平遥古城的微缩模型
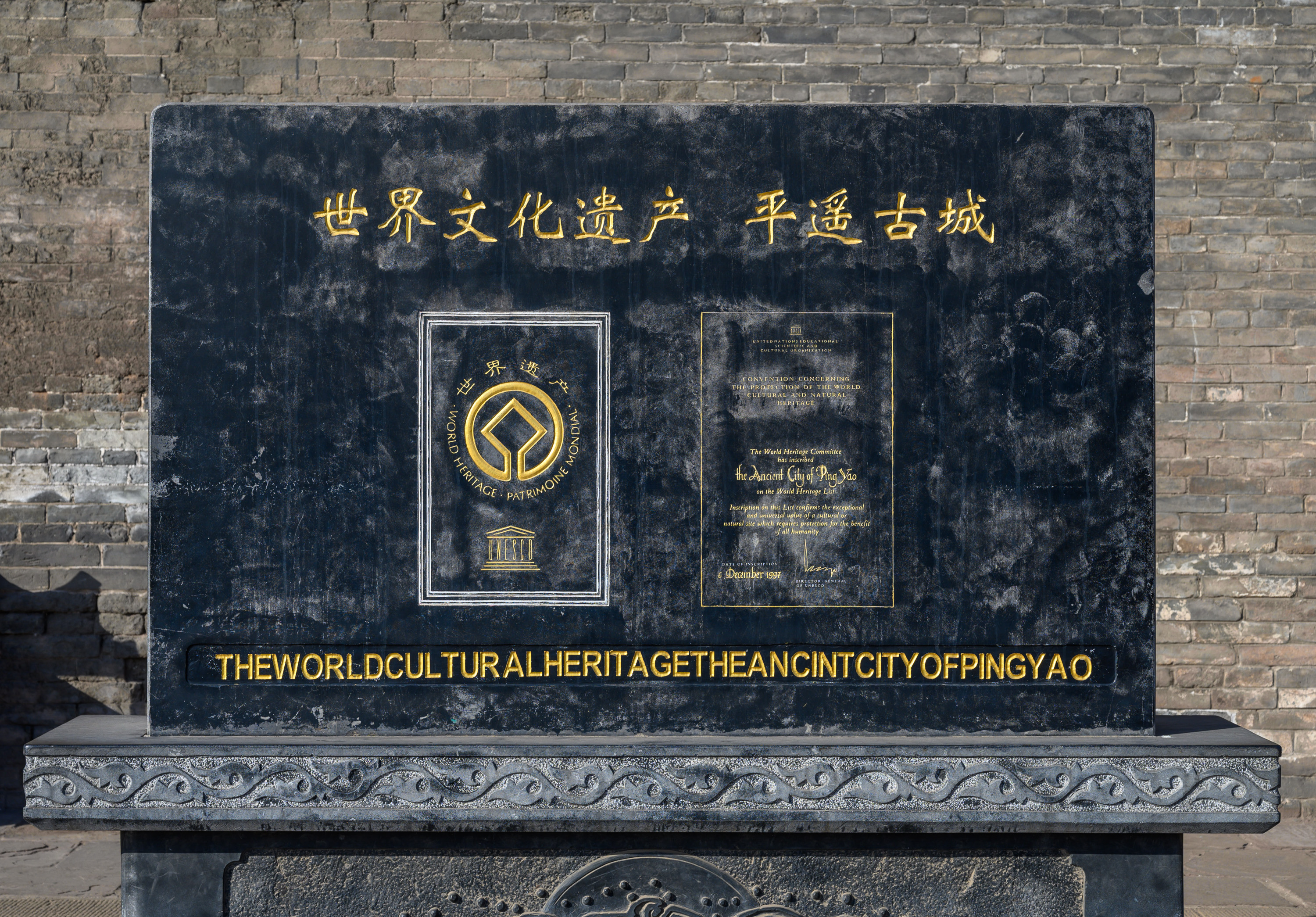
世界文化遗产标识

## 登录过程
1986年，平遥古城被中华人民共和国国务院确定为国家历史文化名城，1997年12月3日被联合国教科文组织列为世界文化遗产，评价是：
|  | 平遥古城是中国汉民族城市在明清时期的杰出范例，平遥古城保存了其所有特征，而且在中国历史的发展中为人们展示了一幅非同寻常的文化、社会、经济及宗教发展的完整画卷。 |

## 資料來源
1. ↑  . xn--xmq07j5wdm0icwktqp3hxlf6a.xn--ses554g.   [2025-04-18]. （原始内容存档于2024-04-21）.
2. ↑  . whc.unesco.org.   [2025-04-18]. （原始内容存档于2025-01-25）.